# Frederik De Pestel
Frederik De Pestel (Nevele, 13 mei 1824 – Gent, 18 maart 1886) was een Belgisch onderwijzer, die in de liberaal-vrijzinnige beweging wordt beschouwd als een martelaar voor het openbaar onderwijs in de eerste schoolstrijd.

## Biografie
Frederik werd geboren als zoon van Seraphinus De Pestel, een onderwijzer, en diens echtgenote Rosalia Van Hoecke. Na het overlijden van zijn vader nam Frederik de school over. Met zelfstudie behaalde hij een onderwijsdiploma. Op het einde van de jaren 1840 werd hij de eerste gemeenteonderwijzer van Sint-Martens-Leerne.
De liberale regering van 1878 onder leiding van Frère-Orban, waarvan alle leden vrijmetselaar waren, richtte in 1878 een departement van Openbaar Onderwijs op en stemde op 10 juli 1879 de tweede organieke wet op het lager onderwijs (Wet-Van Humbeeck). Een van de hoofdbepalingen van deze wet was dat iedere gemeente minstens één officiële school moest onderhouden. De katholieke gemeenschap reageerde op deze antikatholieke wet door talrijke nieuwe vrije scholen op te richten en bijna 200.000 kinderen en 1.340 onderwijzers verlieten de gemeentescholen. Zo geschiedde ook in Sint-Martens-Leerne. Op 1 september 1879 moest De Pestel vaststellen dat er niet één leerling meer was komen opdagen in de gemeenteschool. Hij vroeg daarop zijn overplaatsing aan en werd door de liberale minister van Openbaar Onderwijs Van Humbeeck aangesteld als hoofdonderwijzer van Drongen.
Na de zware nederlaag van de liberalen bij de nationale verkiezingen in 1884 werd De Pestel door het lokale bestuur overgeplaatst naar de gemeenteschool van Baarle, een gehucht van Drongen. Een week later, op 19 november 1884, besliste de gemeenteraad het schooltje van Baarle te sluiten. De Pestel werd ter beschikking van het ministerie gesteld en werd op 60-jarige leeftijd op rust gesteld. Hij trok zich terug in Gent, waar hij in armoedige omstandigheden op 18 maart 1886 overleed.

## Begrafenis
Zijn begrafenis groeide uit tot een liberale en vrijzinnige manifestatie. Prominenten als Paul Fredericq (1850-1920) hielden een paar toespraken en maakten van hem een "martelaar van het burgerlijk onderwijs".
Het Willemsfonds en oud-collega's richtten een commissie op die geld inzamelde voor een grafmonument op de Gentse Zuiderbegraafplaats aan de Ottergemsesteenweg, dat een plaats kreeg naast het monument voor Hippoliet Van Peene (1811-1864) op het erepleintje. Zijn graf  kreeg de inscriptie: "Hij bleef in 1879 getrouw aan zijnen eed. Werd vervolgd door de katholieke dweepzucht en stierf als MARTELAAR voor het burgerlijk onderwijs des volks."